# Весёлые Терны
Весёлые Терны (укр. Веселі Терни) — исторический район города Кривой Рог в Днепропетровской области Украины.

## Название
Первоначально — Григорьевские Хутора, от имени Григорий, которую носил владелец земель Григорий Зоммер. Затем слобода Весёло-Терновская.
Существует предание об отдыхе в Весёлых Тернах войска Богдана Хмельницкого после победы под Жёлтыми Водами. Здесь, в балке поросшей терновником, стоял зимовник с корчмой. Потому казаки и назвали эти Терны весёлыми. По другой версии — весёлыми Терны стали благодаря большому числу соловьёв в терновых зарослях.

## История
Весёлые Терны возникли в XVII веке как казацкий зимовник. Название было Григорьевские Хутора.
В 1776 году, после ликвидации Запорожской Сечи и при раздаче Новороссийских степей в ранговую дачу чиновникам военного и гражданского ведомства, Григорьевские Хутора и окрестные земли получил Иван Давыдович Зоммер, а затем по наследству его сын Григорий.
С 1782 года — слобода Весёло-Терновская.
Слобода Весёлые Терны была центром Весёлотерновской волости Верхнеднепровского уезда Екатеринославской губернии. По состоянию на 1886 год насчитывалось 129 хозяйственных дворов, где проживало 613 человек. В деревне была Михайловская церковь, школа, лавка, ярмарка, спиртовое хозяйство.
На начало XX века в Весёлых Тернах проживало более 1400 человек, действовали православная церковь, аптека, ярмарка. На 1900 год торговые обороты села, вместе с примыкающей с юго-запада деревней Новопавловка, достигали 188 тыс. рублей.
В советский период работал совхоз «Весёлые Терны».
В 1956 году получен статус посёлка городского типа.
23 мая 1969 года Указом Президиума Верховного Совета Украинской ССР № 176 «Об образовании районов в отдельных городах Украинской ССР» образован новый район города. Согласно этому указу в городе Кривой Рог, за счёт части территории Жовтневого района, образован Терновский район. Весёлые Терны были включены в черту Кривого Рога и вошли в новообразованный район.

## Характеристика
Жилой массив частного сектора в восточной части Терновского района Кривого Рога, расположенный на правом берегу реки Саксагань. На юго-западе граничит с Новопавловкой, на северо-западе с Первомайским карьером СевГОКа, на востоке, через речку Саксагань, — с селом Шевченковское (бывшее Орджоникидзе).
На территории Весёлых Тернов располагается Терновский филиал Криворожского историко-краеведческого музея, есть школа, детский сад, работает межшкольный учебно-производственный комбинат Терновского района. В сквере 40-летия Победы есть братская могила советских воинов «Не пройдут!», в которой, вместе с другими 345-ю воинами, похоронен Герой Советского Союза Илья Ухо. В Весёлых Тернах действует Церковь Архистратига Михаила, рядом — кладбище «Весёлые Терны» закрытое для захоронений.

### Уличная сеть
- ул. Алексея Соломенного (бывшая Краснознамённая ул.);
- Каширская ул.;
- ул. Мирошниченко.

## Персоналии
- Должанский, Юрий Моисеевич — Герой Советского Союза (1943);
- Новиков, Василий Сергеевич — Герой Советского Союза (1944).
- Остроухов, Иван Иванович — Лауреат Премии Совета Министров СССР (1991).
- Солониченко, Алим Александрович — погиб в Афганистане в 1985 году.